# Govenia matudae
Govenia matudae är en orkidéart som beskrevs av Edward Warren Greenwood och Soto Arenas. Govenia matudae ingår i släktet Govenia och familjen orkidéer. Inga underarter finns listade i Catalogue of Life.